# معرض إسطنبول للكتاب
معرض إسطنبول الدولي للكتاب (بالتركية: İstanbul Kitap Fuarı)‏ وهو حدث سنوي يقام في إسطنبول بتركيا.

## مشاركة دولية واسعة
شارك في المعرض الـ33 عام 2014 نحو 850 دار نشر ومؤسسة غير حكومية من نحو ثلاثين دولة، إضافة إلى مشاركات عالمية من وزارات الثقافة والتعليم والسياحة التي وفرت منصات تطل منها دور النشر على الزوار.
ومن الصين إلى كولومبيا في أميركا الجنوبية مرورا بأوروبا و‌دول البلقان تنوعت الزوايا التي تقدم لزوار المعرض إنتاجات الكتّاب والمؤلفين في شتى العلوم والمعارف.

### المشاركة العربية
تشارك عدة كتب عربية المعرض، ومنها مثلا عام 2014 شاركت دار جامعة الملك سعود للنشر في المملكة العربية السعودية حضرت الفعالية الثقافية وعرضت إصداراتها من كتب ومقررات ومراجع علمية وأدبية في 290 عنوانا، وتجاوز طموحها المساحة المخصصة لها من قبل إدارة المعرض.

## روابط خارجية
- الموقع الرسمي